# 茹拉夫諾
49°15′38″N 24°16′35″E / 49.26056°N 24.27639°E

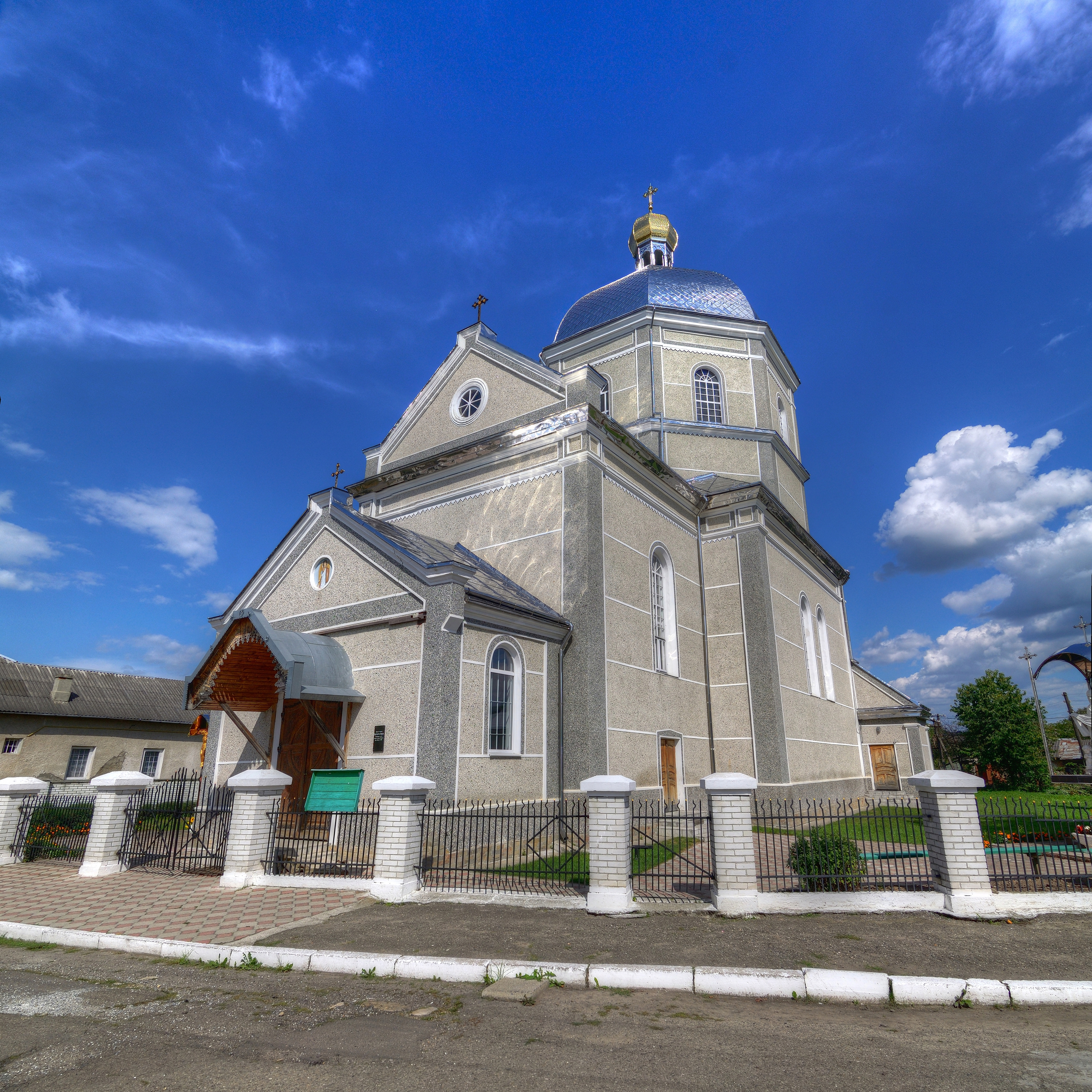
建于1888年的教堂

茹拉夫諾（羅馬化：Zhuravno）是烏克蘭西部利沃夫州斯特雷區茹拉夫諾市鎮的鎮及其行政中心。處於德涅斯特河和斯維恰河畔，始建於1435年，面積45.3平方公里，2022年人口3,302，人口密度每平方公里79.71人。